# 帝國服務獎章
帝國服務獎章（英語：Imperial Service Medal，簡稱ISM」）是一枚附属于帝國服務勳章的奖章。该奖章是爱德华七世于1902年8月8日根据帝国服务令章程设立。它颁发给退休时完成至少25年服务的选定公务员。
此獎章不同於帝國服務勳章，專門授予供職滿25年、且屆滿退休年齡的合資格非管理級公務員。此獎章是一款銀色圓章，正面刻有在位君主的側面肖像，背後刻有一名裸體男子在工作後休息的圖畫，並寫上「For Faithful Service」（為忠誠服務）的銘文。與帝國服務勳章一樣，頒授予男性的勳章會繫於絲帶、頒予女性勳章的則繫於領結，不論是絲帶抑或是領結，式樣均與帝國服務勳章的設計一樣。

## 外形

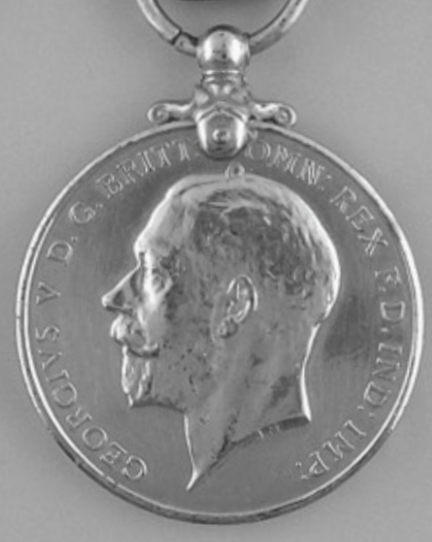
乔治五世，1920-31年。铭刻GEORGIVS V D. G. BRITT: OMN: REX F. D. INDIAE. IMP.
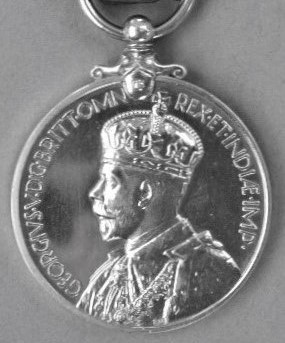
乔治五世，crowned head1931年-37年。铭刻GEORGIVS VI DEI. GRA. BRITT. OMN REX. FID. DEF.
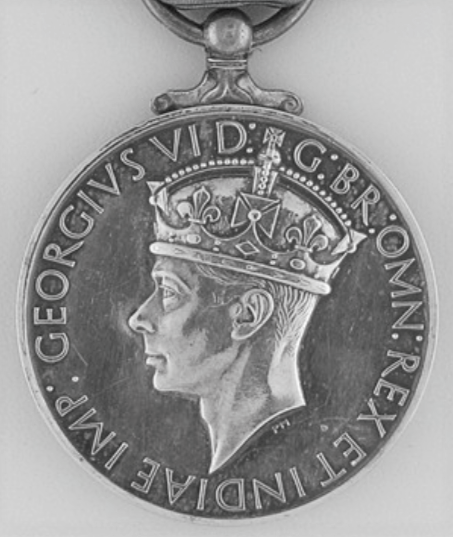
乔治六世，1937-48年。铭刻GEORGIVS VI D: G: BR: OMN: REX ET INDIAE IMP:
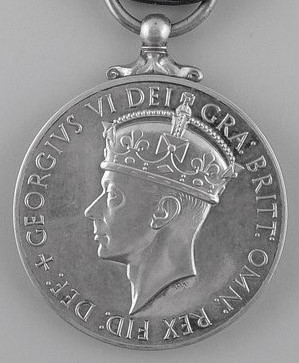
乔治六世，1948-53年。铭刻GEORGIVS VI DEI: GRA: BRITT: OMN: REX FID: DEF:
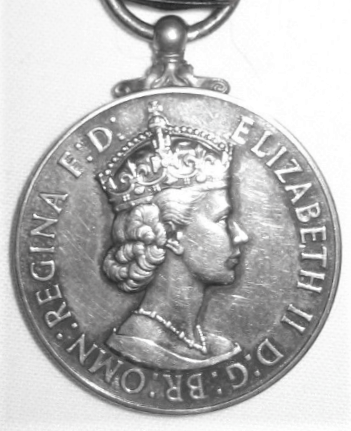
伊丽莎白二世，1953-54年。铭刻ELIZABETH II D: G: BR: OMN: REGINA F.D.
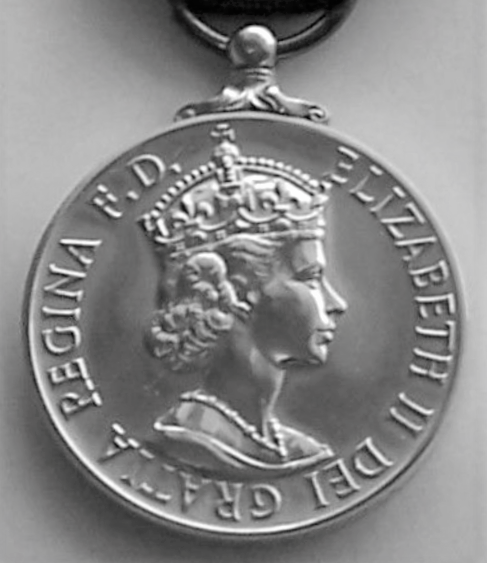
伊丽莎白二世，1954-2022年。铭刻ELIZABETH II DEI GRATIA REGINA F.D.

- 乔治五世，

已隱藏部分未翻譯内容，歡迎參與翻譯。crowned head1931年-37年。铭刻GEORGIVS VI DEI. GRA. BRITT. OMN REX. FID. DEF.
- 乔治六世，1937-48年。铭刻GEORGIVS VI D: G: BR: OMN: REX ET INDIAE IMP:
- 乔治六世，1948-53年。铭刻GEORGIVS VI DEI: GRA: BRITT: OMN: REX FID: DEF:
- 伊丽莎白二世，1953-54年。铭刻ELIZABETH II D: G: BR: OMN: REGINA F.D.
- 伊丽莎白二世，1954-2022年。铭刻ELIZABETH II DEI GRATIA REGINA F.D.

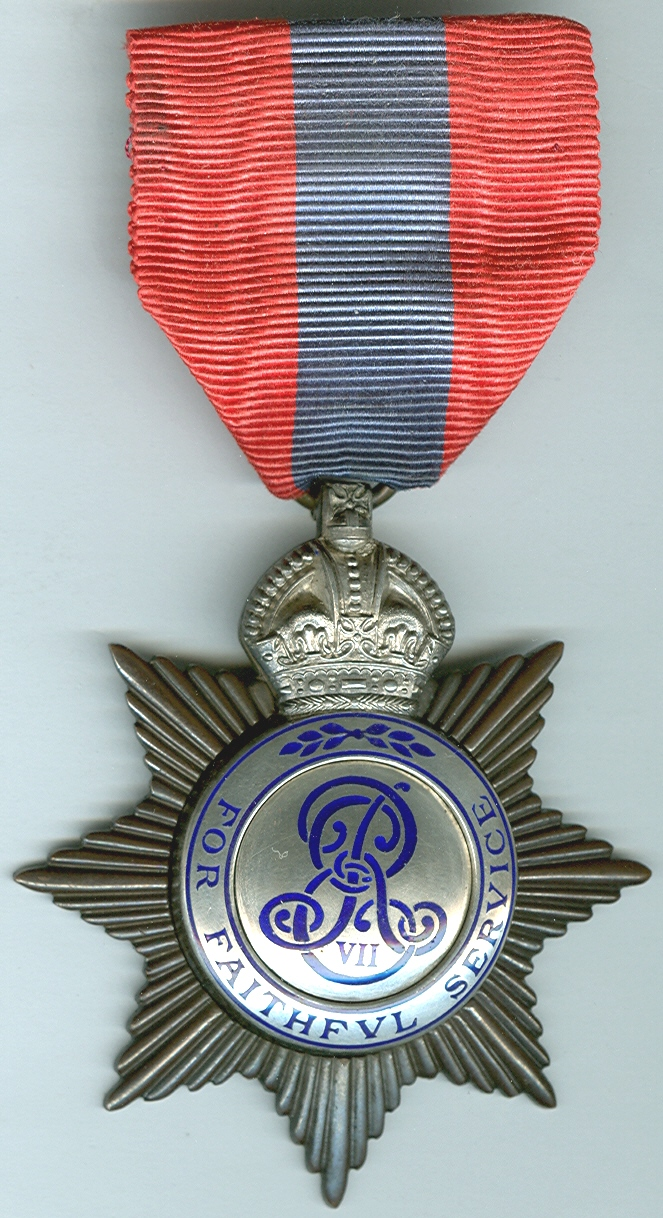
原设计：爱德华七世版